# (3437) Kapitsa
(3437) Kapitsa (1982 UZ5) – planetoida z pasa głównego asteroid okrążająca Słońce w ciągu 3,43 lat w średniej odległości 2,27 j.a. Odkryła ją Ludmiła Karaczkina 20 października 1982 roku.